# Jindřiška Nováková

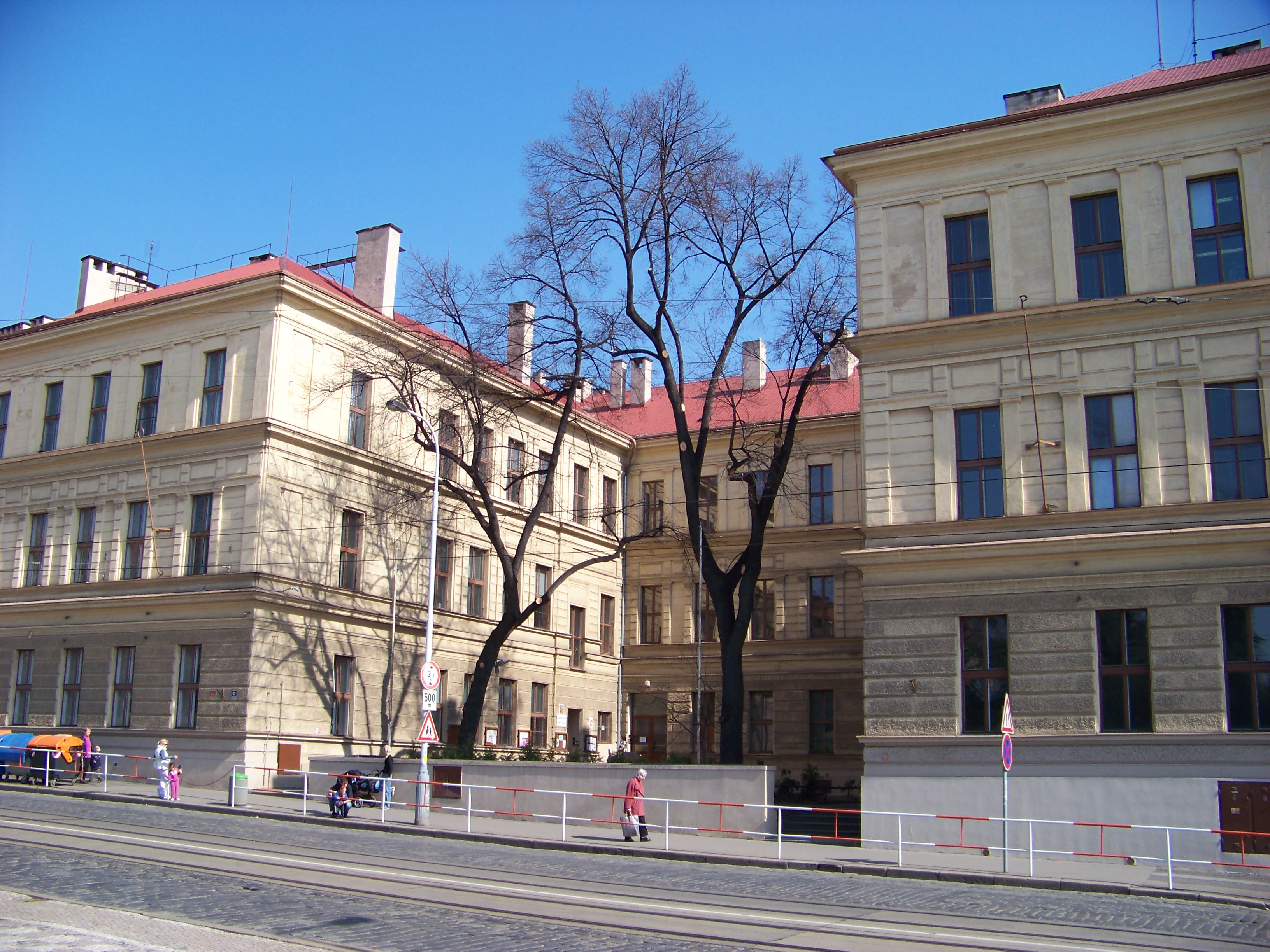
Základní škola Bohumila Hrabala (Zenklova 26/52, Praha 8 Libeň)

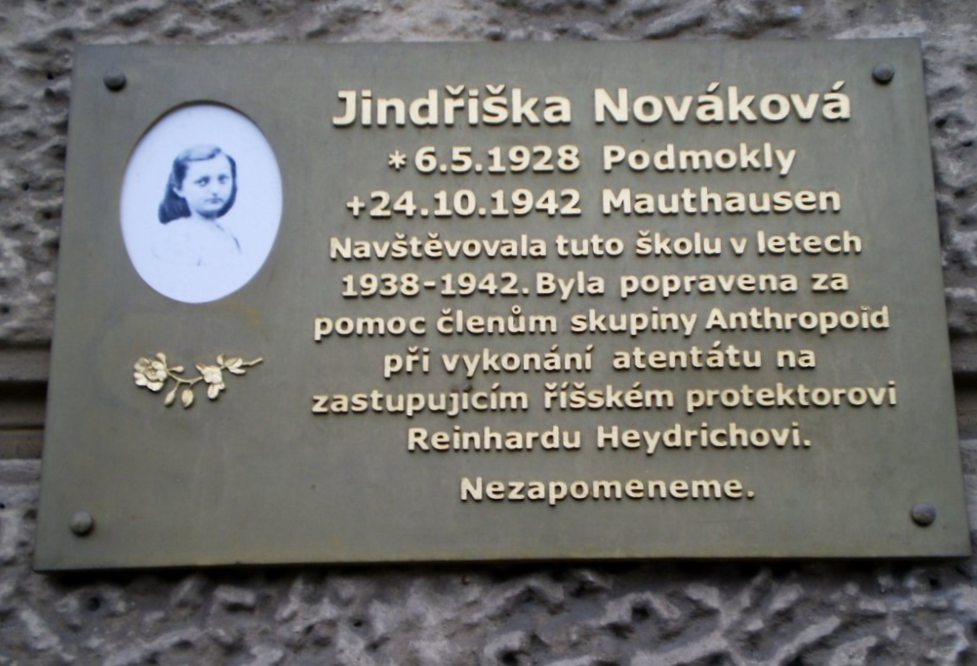
Pamětní deska na ZŠ Bohumila Hrabala (Zenklova 26/52, Praha 8 Libeň)

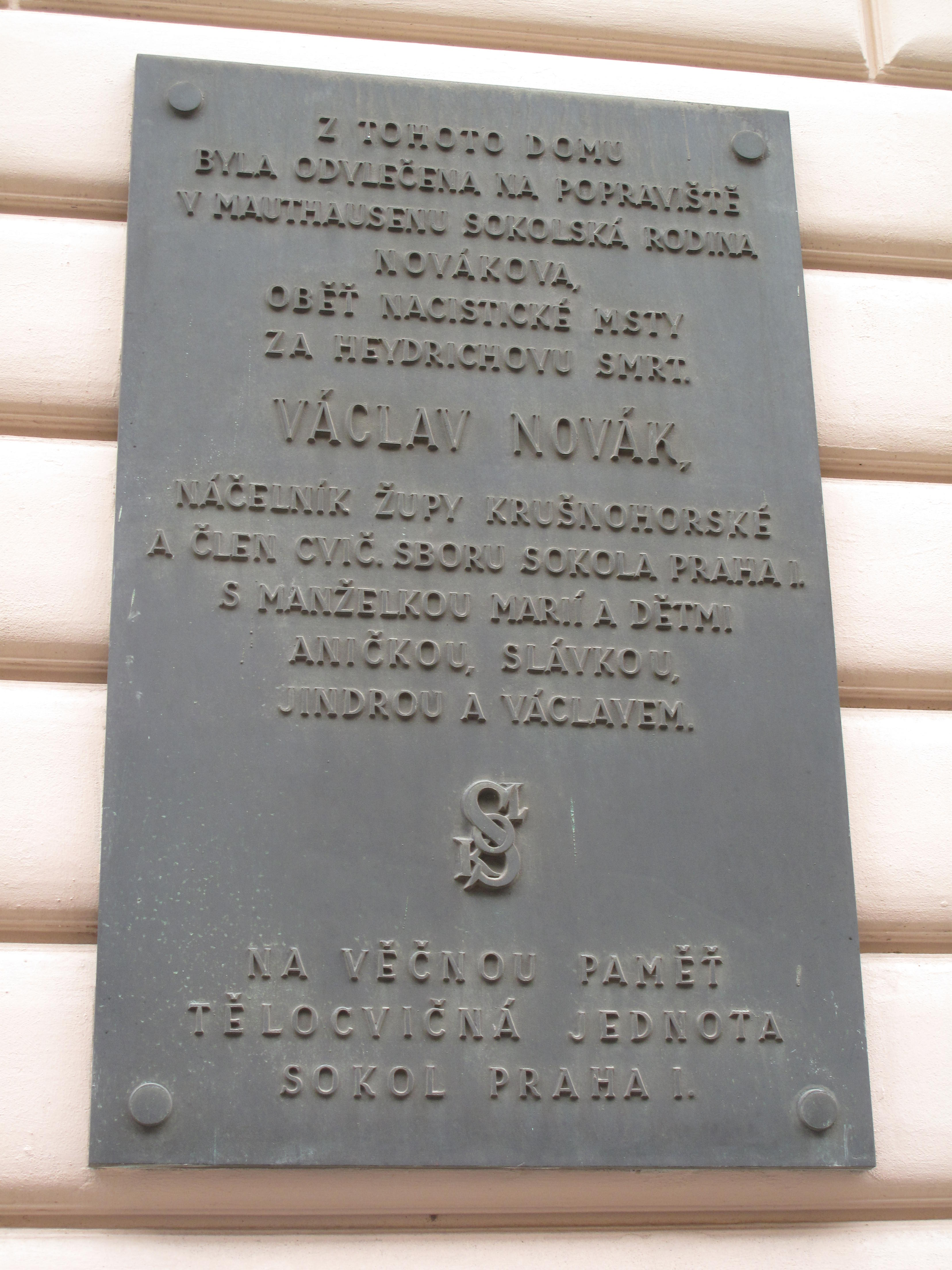
Pamětní deska věnovaná rodině Novákových (na adrese: Novákových 375/5; Praha 8 – Libeň)

Jindřiška Nováková (6. května 1928 Praha – 24. října 1942 koncentrační tábor Mauthausen) byla účastnicí protektorátního protinacistického odboje (pomáhala skrýt stopy po atentátu na Heydricha) a stala se nejmladší obětí v koncentračním táboře Mauthausen.

## Dětství
Narodila se v Podmoklech u Děčína, v dětství pak žila v Praze. Byla nejmladší dcerou Václava a Marie Novákových. Kromě Jindřišky měli Novákovi ještě dcery Annu a Miroslavu a syna Václava. Do rodiny patřila také nejstarší dcera Marie. Protože se ale provdala za sudetského Němce, otec ji zavrhl a Marie přerušila s rodinou kontakty.
Před druhou světovou válkou bydleli Novákovi v Podmoklech (dnes část Děčína). Rádi chodili do Sokola a Jindřiščin otec Václav zastával funkci náčelníka župy Krušnohorské-Županovy, kterou vedl Jan Zelenka-Hajský. Po podpisu Mnichovské dohody na podzim roku 1938 se Novákovi se přestěhovali do pražské Libně. Tam se díky Janu Zelenkovi-Hajskému zapojili do domácího protinacistického odboje.

## Po atentátu
Když přišla Jindřiška 27. května 1942 pár minut po vykonání útoku na zastupujícího říšského protektora Reinharda Heydricha ze školy domů, v jejich kuchyni seděl zraněný Jan Kubiš, kterého Jindřiščina maminka Marie právě ošetřovala. Kubiš poprosil Jindřišku, aby vyzvedla jízdní kolo, které nechal stát u obchodu firmy Baťa na rohu Slavatovy a Primátorské ulice. Z taktických důvodů se dohodli, že Jindřiška nepůjde přímou cestou, ale oklikou pro případ, že by ji někdo pozoroval.
V momentě, kdy Jindřiška kolo vyzvedla a chtěla ho odvézt, zpozorovaly ji Žofie Čermáková a Cecílie Adamová, které stály poblíž a ptaly se jí, proč to kolo bere. Jindřiška v souladu s plánem odpověděla, že patří jejímu tatínkovi, který měl úraz. Jízdní kolo odvedla a postavila na dvůr, kde ho později vyzvedl Miroslav Piskáček, syn jednoho z dalších spolupracovníků parašutistů. Mezitím ale bohužel obě ženy stačily několika kolemjdoucím povyprávět o tom, co zajímavého viděly.
Když gestapo rozjelo rozsáhlou pátrací akci, dostaly svědkyně strach z toho, že budou popraveny, pokud neučiní udání. Ve středu 3. června 1942 tedy gestapo zatklo 260 dívek a mladých žen, které bydlely v blízkém okolí. Zavezly je do Petschkova paláce a tam se jedna dívka za druhou musela procházet s jízdním kolem, přičemž svědkyně je pozorovaly průzorem pro filmovou promítačku. Obě ženy měly tak za úkol poznat dívku, kterou viděly odvádět jízdní kolo, ale ani jedna ji nepoznala, nebo ji poznat nechtěly.

## Zatčení
Prozrazení se ale stejně nepodařilo zabránit. Po zradě Karla Čurdy byla také rodina Novákových zatčena gestapem 9. července 1942. Byli převezeni do Terezína a odtud dne 23. října 1942 do Mauthausenu. Jindřiška Nováková byla zavražděna dne 24. října 1942 v 11 hodin a 12 minut. Byla nejmladší z obětí, které nacisté v Mauthausenu zavraždili.

Rodinní příslušníci
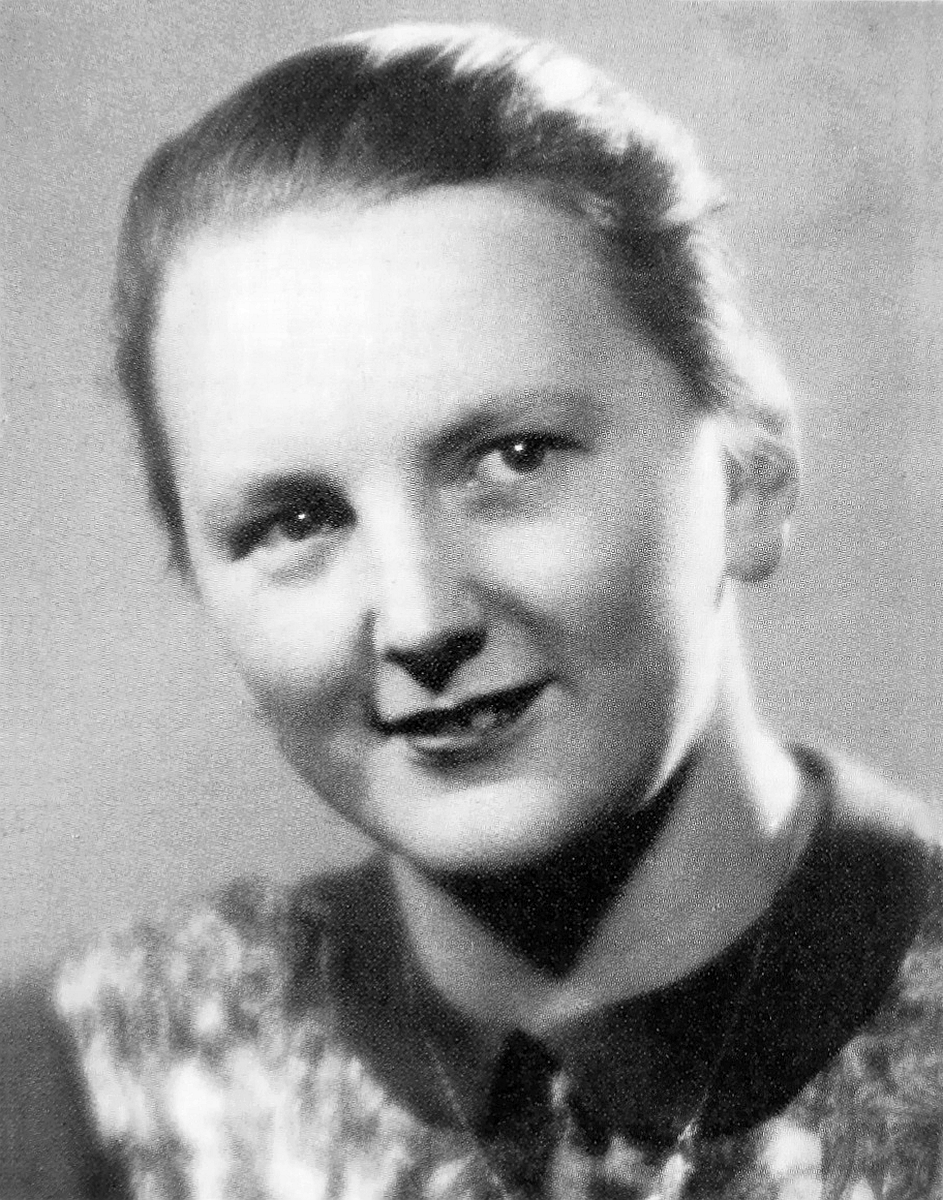
Její sestra Anna Nováková
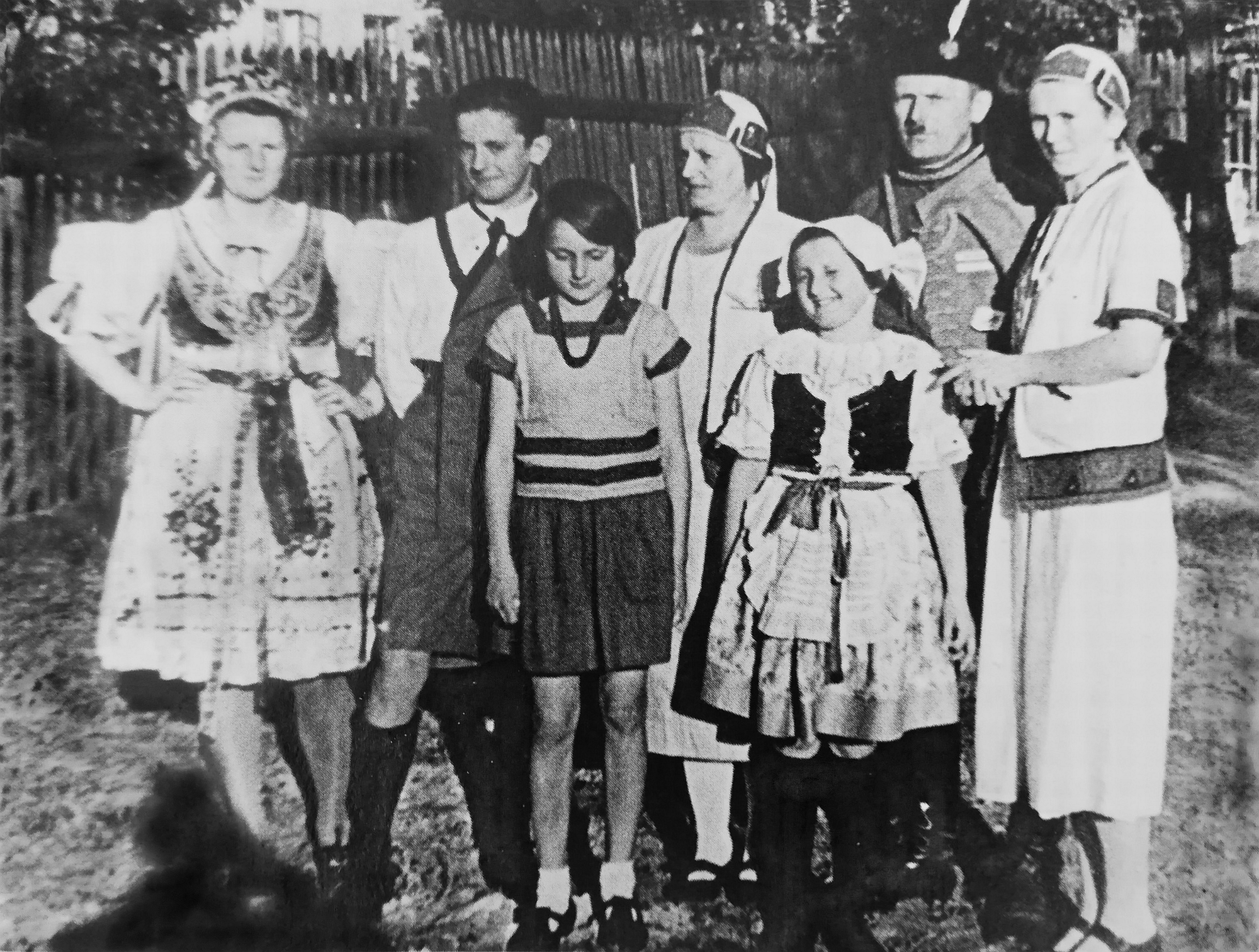
Fotografie rodiny Novákovy na slavnosti v Podmoklech. Zleva doprava: Anna (*1919), Václav (*1921), Miroslava (*1925), Marie (* 1897), nejmladší Jindřiška (*1928), Václav (*1893) v sokolském a úplně vpravo nejstarší Marie (později provdaná Voglová)

## Připomínky

### Pomník na terase kostela sv. Cyrila a Metoděje
Její jméno (Nováková Jindřiška *6. 5. 1928) je uvedeno na pomníku spolupracovníků parašutistů a jejich rodinných příslušníků, kteří byli popraveni v německém koncentračním táboře Mauthausenu. V lednu 2011 byl slavnostně odhalen na terase kostela sv. Cyrila a Metoděje v Resslově ulici.

### Pamětní deska
Dne 4. září 2014 byla Jindřišce Novákové odhalena pamětní deska na budově Základní školy Bohumila Hrabala v Zenklově ulici 52 v Praze 8, kterou dívka navštěvovala. V září 2020 byla deska kompletně zrekonstruována

### Dívka s kolem
Dne 4. září 2022 byl na nádvoří Základní školy Bohumila Hrabala (na adrese: Zenklova 26/52, Praha 8 Libeň) slavnostně odhalen netradiční pomník od Lukáše Wagnera nazvaný „Dívka s kolem“ věnovaný Jindřišce Novákové. Kovový objekt, vzdáleně připomínající jízdní kolo, je složen z mnoha obručí, které vytvářejí dojem velké koule. Z obvodu obručí jsou k jejich identickému pomyslnému středu nataženy drátěné „cyklistické“ paprsky (loukotě). Na vrchní straně pomyslné koule je sedící kovová figurální plastika ve tvaru dívčího obrysu vztahujícího ruku k nebesům. Pomník jako celek visí (na ocelových lanech mezi několika vzrostlými stromy) v relativně velké výšce. Pod ním jsou na zemi umístěné dětské herní prvky založené na konstrukčních motivech bicyklu (řídítka jízdních kol, cyklistické sedačky). Myšlenkou celé této umělecké instalace, která bude na nádvoří základní školy umístěna trvale, je ostrý kontrast mezi osobní statečností čtrnáctileté dívky a zrůdným násilím německých fašistů, které se nezastavilo ani před fyzickými likvidacemi mladistvých odbojářů či perzekucí dětí z rodin zatčených a popravených členů domácího odboje. Památník (včetně herních prvků) financovala radnice Prahy 8 částkou 2 milionů korun. Celá umělecká instalace byla zbudována v těsné blízkosti pamětní desky umístěné na téže škole, kde se Jindřiška Nováková za protektorátu vzdělávala.

Dívka s kolem
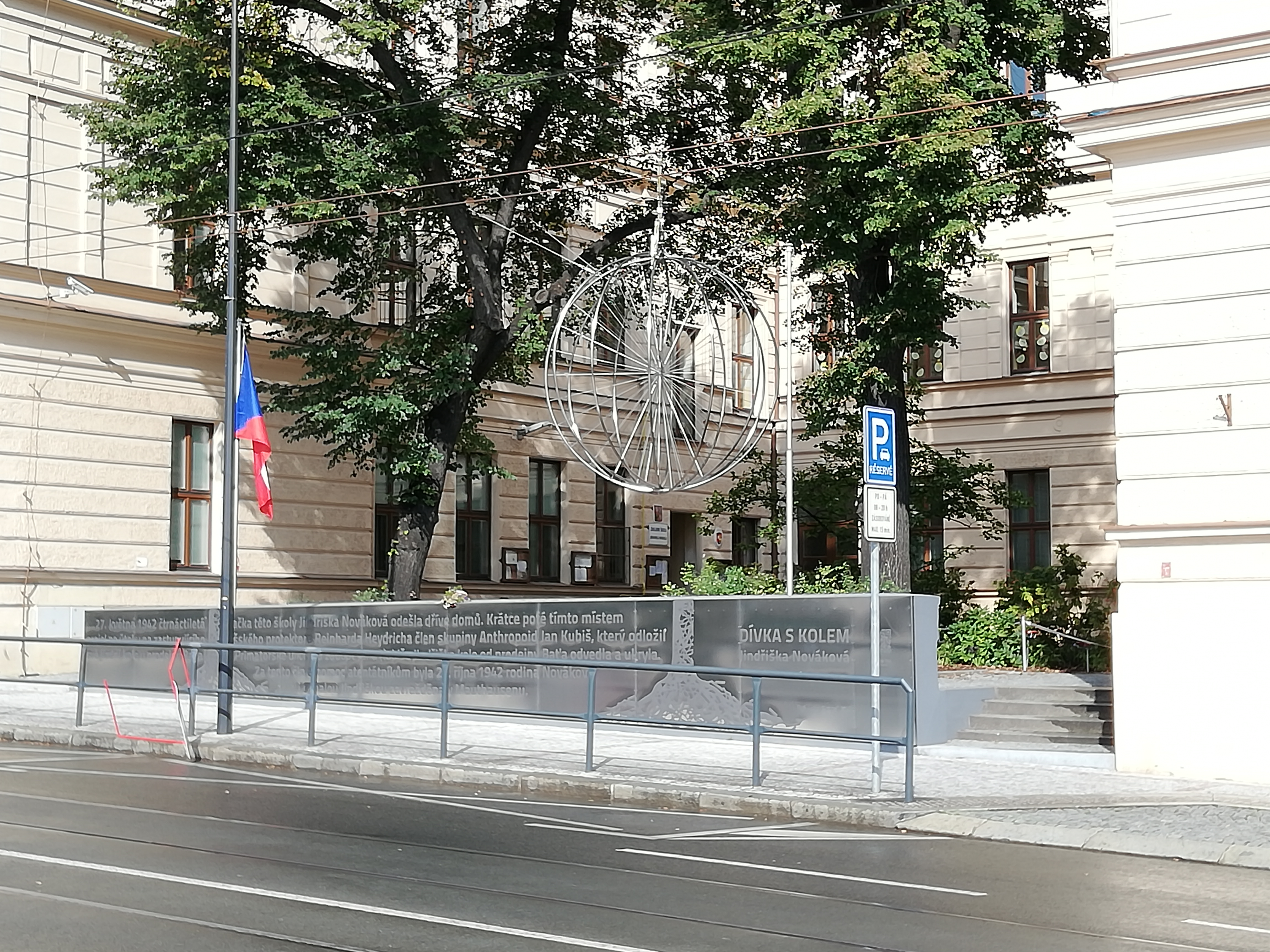
Celkový pohled na Pomník Jindřišky Novákové z ulice Zenklova
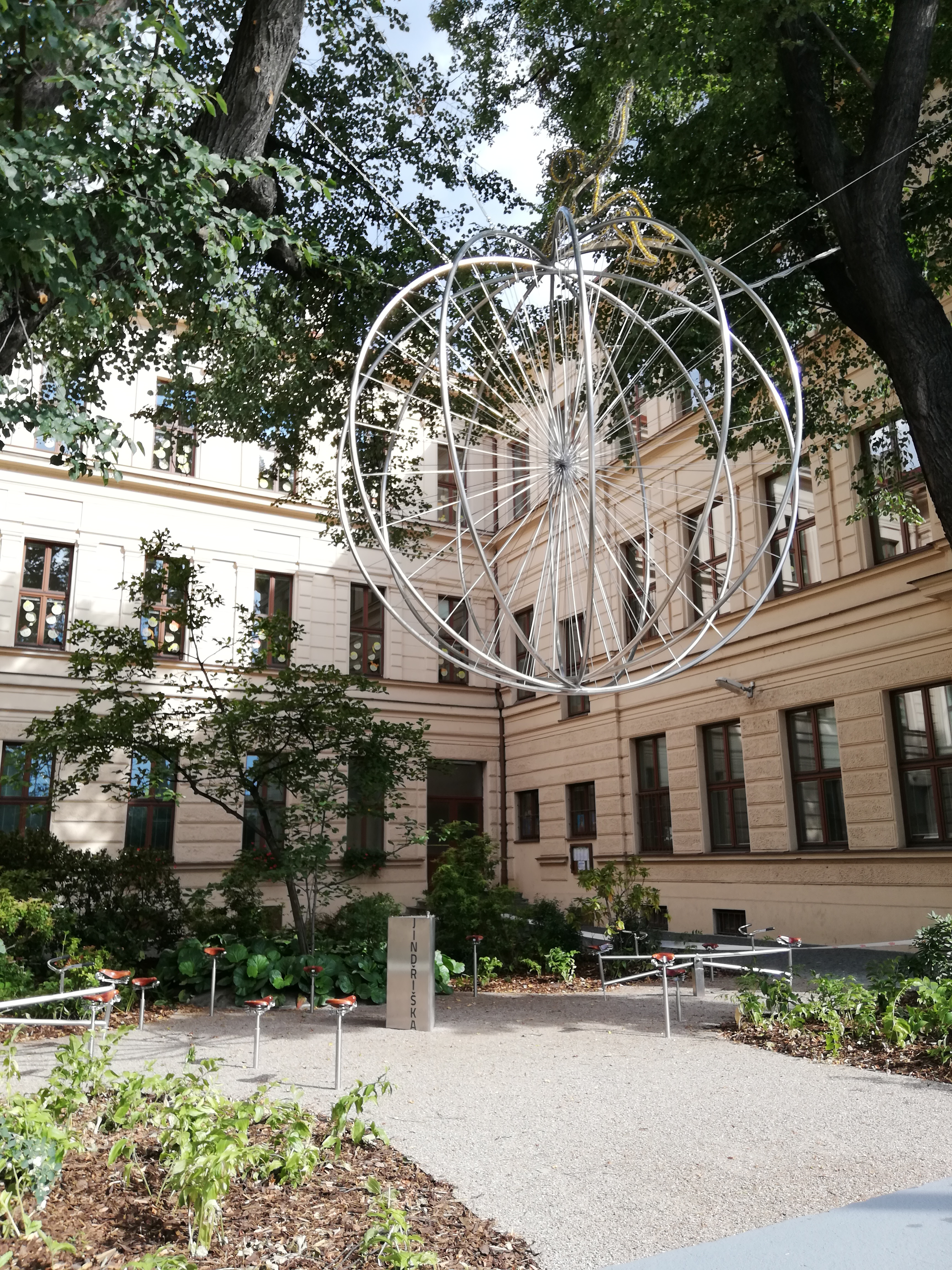
Celkový pohled na Pomník Jindřišky Novákové (herní prvky a symbolický bicykl)
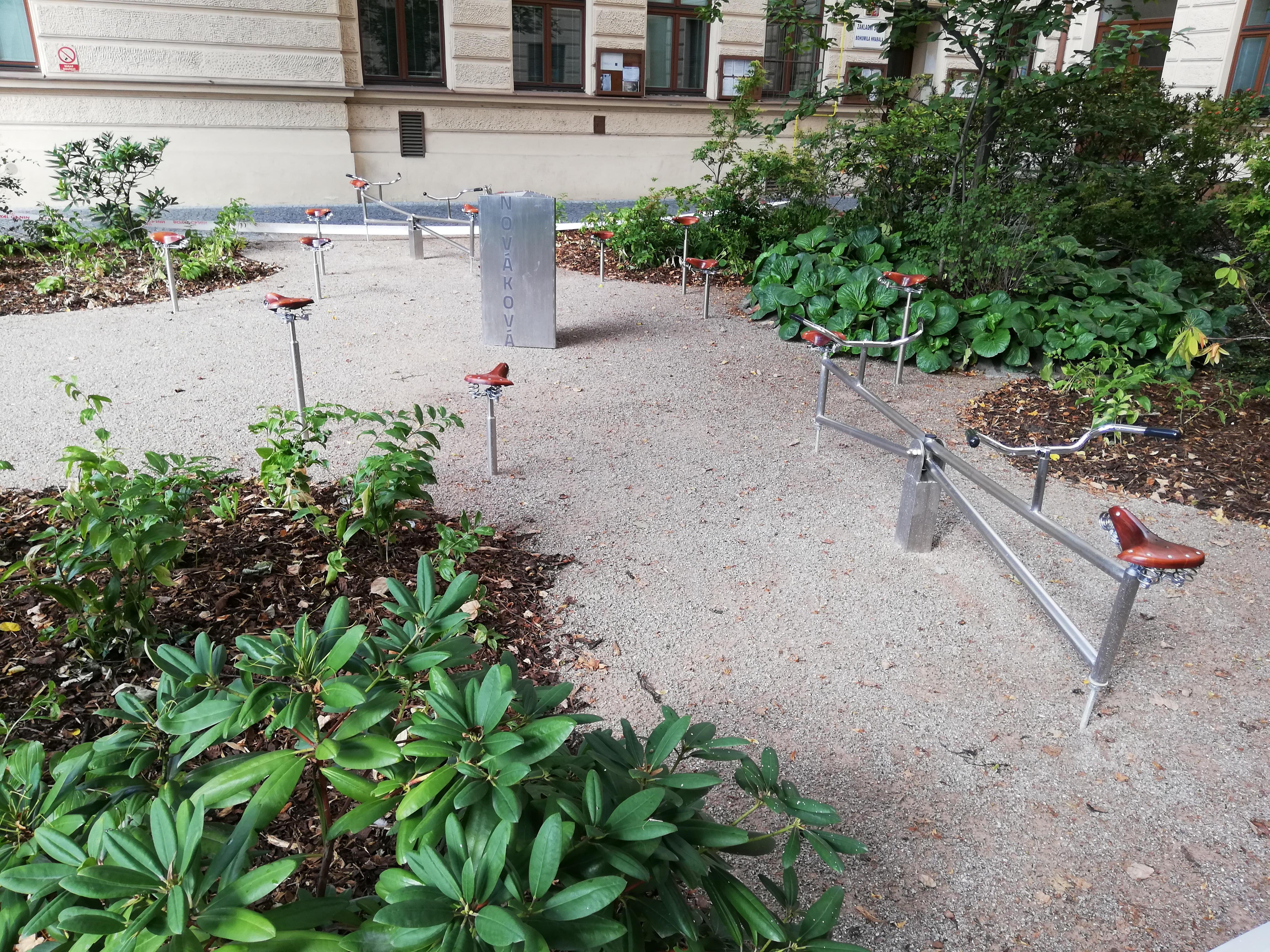
Detail herních prvků vetknutých do země
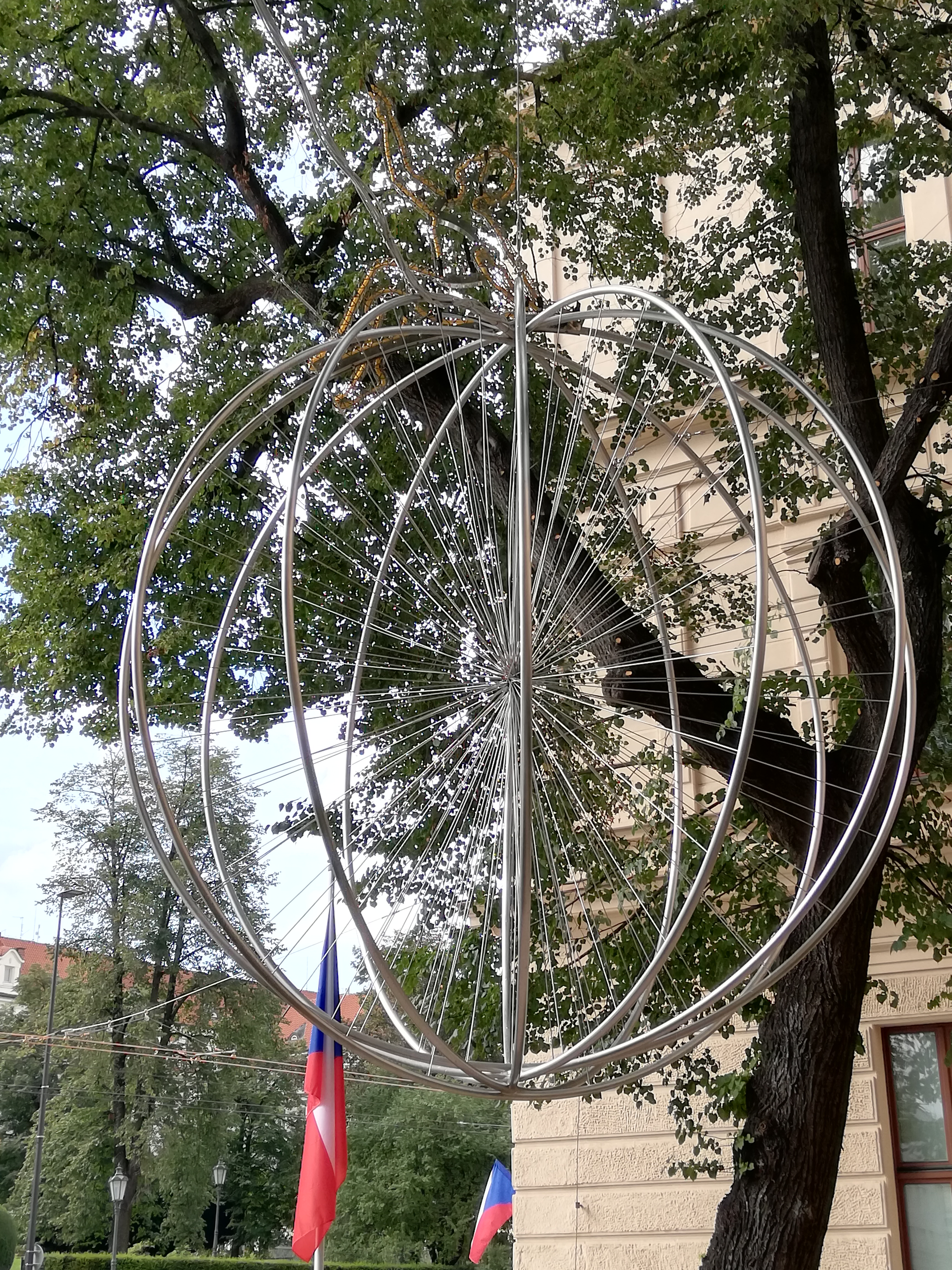
Detail visícího symbolického bicyklu s dívčí postavou na vrcholu

### Ve filmu
Přestože příběh operace Anthropoid, respektive události spojené s atentátem na Heydricha byly již několikrát zfilmovány, role Jindřišky Novákové byla zobrazena zatím pouze v americkém filmu z roku 1975 Operace Daybreak (postava ve filmu pojmenovaná jako Jindřiška Moravcová; zahrála ji Pavla Matějovská).